# Kostel Povýšení svatého Kříže (Radonice nad Ohří)
Kostel Povýšení svatého Kříže v Radonicích nad Ohří v okrese Louny je filiální kostel v římskokatolické farnosti Zlonice, ale od roku 2002 jej k bohoslužbám využívá Církev československá husitská. Kostel je chráněn jako kulturní památka.

## Historie
Původní radonický kostel pocházel ze dvanáctého století. K románské věži a lodi byl v polovině čtrnáctého století přistavěn gotický presbytář a roku 1712 barokní postranní kaple. Interiér byl zdoben nástěnnými malbami, které zobrazovaly mariánský a christologický cyklus. Na kazetovém stropě bývaly namalovány výjevy ze Starého a Nového zákona.
Starý kostel byl v létě roku 1905 kvůli havarijnímu stavu zbořen a na jeho místě byl v letech 1905–1907 postaven podle projektu lounského stavitele Františka Davida nový. Obce ve farnosti odmítly stavbu financovat, a proto náklady ve výši 118 055 korun a osmdesát haléřů a uhradil strahovský klášter. Dokončený kostel byl vysvěcen 5. nebo 10. října 1907.
Kostel je součástí zlonické farnosti, ale od roku 2002 jej k bohoslužbám a setkávání využívá Církev československá husitská.

## Architektura
František David kostel navrhl v novogotickém slohu, doplněném o novorománské prvky. Kostel je jednolodní, s hranolovou věží v průčelí a polygonálním presbytářem. K severní straně presbytáře přiléhá sakristie a ke stranám lodi dvojice kaplí. Interiér je sklenut křížovými klenbami, jen v sakristii byla použita valená klenba se stýkajícími se lunetami. Interiér presbytáře osvětlují hrotitá okna s kružbami.

## Vybavení
Většinu vybavení navrhl řezbář Jan Kastner, ale sám realizoval jen reliéfy evangelistů na kazatelně, sochy andílků a korpus Krista na hlavním oltáři. Hlavní i boční oltáře zhotovil pražský řezbář Václav Mráz, lavice a zpovědnice pochází z dílny lounského truhláře Jana Vícha. Obrazy čtrnácti zastavení křížové cesty namaloval Augustin Vlček. Podle Emanuela Pocheho je autorem novogotického zařízení Josef Klíma, kazatelna je renesanční, ze sedmnáctého století, a v kostele se podle něj nachází také pozdně gotická opuková křtitelnice.